# Guardians of the Galaxy (soundtrack)
Guardians of the Galaxy: Awesome Mix Vol. 1 (Original Motion Picture Soundtrack) is het soundtrackalbum voor de Marvel Studios-film Guardians of the Galaxy. Met de nummers die aanwezig zijn op de mixtape van Peter Quill in de film, werd het album op 29 juli 2014 uitgebracht door Hollywood Records. Een apart album met filmmuziek, Guardians of the Galaxy (Original Score), gecomponeerd door Tyler Bates, werd ook uitgebracht door Hollywood Records op dezelfde datum, samen met een luxe versie met beide albums. Het soundtrackalbum bereikte de eerste plaats in de Amerikaanse Billboard 200-hitlijst en werd het eerste soundtrackalbum in de geschiedenis dat volledig uit eerder uitgebrachte nummers bestond en bovenaan de hitlijst stond.

## Tracklijst
| 1.                 | Hooked on a Feeling            | Blue Swede                  | 2:52 |
| 2.                 | Go All the Way                 | Raspberries                 | 3:21 |
| 3.                 | Spirit in the Sky              | Norman Greenbaum            | 4:02 |
| 4.                 | Moonage Daydream               | David Bowie                 | 4:41 |
| 5.                 | Fooled Around and Fell in Love | Elvin Bishop                | 4:35 |
| 6.                 | I'm Not in Love                | 10cc                        | 6:03 |
| 7.                 | I Want You Back                | The Jackson 5               | 2:58 |
| 8.                 | Come and Get Your Love         | Redbone                     | 3:26 |
| 9.                 | Cherry Bomb                    | The Runaways                | 2:17 |
| 10.                | Escape (The Piña Colada Song)  | Rupert Holmes               | 3:47 |
| 11.                | O-o-h Child                    | Five Stairsteps             | 3:13 |
| 12.                | Ain't No Mountain High Enough  | Marvin Gaye & Tammi Terrell | 2:29 |
| Totale duur: 44:34 |                                |                             |      |

Alle muziek gecomponeerd door Tyler Bates.

| 1.                 | Morag                         | 1:58 |
| 2.                 | The Final Battle Begins       | 4:21 |
| 3.                 | Plasma Ball                   | 1:18 |
| 4.                 | Quill's Big Retreat           | 1:38 |
| 5.                 | To the Stars                  | 2:52 |
| 6.                 | Ronan's Theme                 | 2:24 |
| 7.                 | Everyone's an Idiot           | 1:26 |
| 8.                 | What a Bunch of A-Holes       | 2:14 |
| 9.                 | Busted                        | 1:34 |
| 10.                | The New Meat                  | 0:36 |
| 11.                | The Destroyer                 | 1:27 |
| 12.                | Sanctuary                     | 2:26 |
| 13.                | The Kyln Escape               | 7:23 |
| 14.                | Don't Mess With My Walkman    | 0:44 |
| 15.                | The Great Companion           | 0:51 |
| 16.                | The Road to Knowhere          | 0:37 |
| 17.                | The Collector                 | 3:20 |
| 18.                | Ronan's Arrival               | 0:56 |
| 19.                | The Pod Chase                 | 3:56 |
| 20.                | Sacrifice                     | 3:20 |
| 21.                | We All Got Dead People        | 1:46 |
| 22.                | The Ballad of the Nova Corps. | 1:48 |
| 23.                | Groot Spores                  | 1:11 |
| 24.                | Guardians United              | 2:46 |
| 25.                | The Big Blast                 | 3:05 |
| 26.                | Groot Cocoon                  | 2:29 |
| 27.                | Black Tears                   | 2:43 |
| 28.                | Citizens Unite                | 1:15 |
| 29.                | A Nova Upgrade                | 2:10 |
| Totale duur: 64:34 |                               |      |